# Baian
Baian († 602) war ein awarischer Chagan, der von 562 bis zu seinem Tod 602 regierte. Als sich die Kök-Türken unter Sizabulos nach Westen ausbreiteten, floh Baian mit einem Großteil der Awaren zunächst in den Westen der heutigen Ukraine. 
567 verbündete er sich mit den Langobarden und besiegte gemeinsam mit ihnen die Gepiden. Als 568 die Langobarden nach Italien auswichen, besetzte er auch das vormals von ihnen besiedelte Pannonien und nahm somit die gesamte ungarische Tiefebene in Besitz. Neben den Gepiden unterwarf er alle Slawen im südeuropäischen Raum sowie im heutigen Böhmen, Mähren und in der Slowakei.
Im selben Jahr fiel er in die oströmische Provinz Dalmatien ein. Drei Jahre später schloss er gegen Tributzahlungen Frieden mit Ostrom, suchte jedoch später immer wieder Vorwände, um seine Tributforderungen zu erhöhen und Raubzüge in die Balkanprovinzen des oströmischen Reiches zu unternehmen. Der von Kaiser Justin II. 571 begonnene Krieg gegen das persische Sassanidenreich (siehe dazu Römisch-Persische Kriege) kam ihm dabei besonders gelegen, da Ostrom auf dem Balkan nur wenig Truppen zur Verfügung standen. Um 578 unternahm er eine Strafexpedition gegen Slawen an der unteren Donau, deren Führer Daurentios Tributzahlungen verweigerte. 582 nahm er Sirmium ein und errichtete so einen Brückenkopf an der Donau, von dem er auf dem Balkan operieren konnte. In den Jahren 584–585 stieß er über die Via Pontica bis ins nördliche Thrakien und beanspruchte in Aquae Calidae syrischen Quellen zufolge die Herrschaft über das Reich angeblich für sich.
Im Jahre 585 nahmen seine Raubzüge derart bedrohliche Formen an, dass der persische Großkönig Hormizd IV. die Lage auf dem Balkan nutzen wollte, um den oströmischen Kaiser Maurikios zur Aufgabe der Ansprüche auf Armenien zu bewegen. Baian befand sich auf dem Höhepunkt seiner Macht. 
Doch als Maurikios 591 einen sehr vorteilhaften Frieden mit Persien schließen konnte, konnte er den größten Teil der an der persischen Front eingesetzten, ungleich erfahreneren Truppen auf dem Balkan einsetzen (siehe dazu Balkanfeldzüge des Maurikios). Baian vermied trotz ungeheurer Drohgebärden die direkte Begegnung mit den oströmischen Truppen und brach sogar 595 die Belagerung von Singidunum ab, als sich ein Heer unter Führung von Priskos näherte. Stattdessen fiel er erneut in Dalmatien ein, mit mäßigem Erfolg. 
Als er, durch Erfolge gegen die Franken ermutigt und durch Tributzahlungen der fränkischen Königin Brunichild 597 gestärkt, erneut in die Balkanprovinzen einfiel, gelang ihm zwar ein Überraschungserfolg, der ihm 598 erneute Tributzahlungen bescherte. Doch er verlor vor Konstantinopel infolge einer Pestepidemie sieben seiner Söhne. Des Weiteren provozierte der Feldzug von 599 bis 602 Vergeltungsaktionen der Oströmer, die das Banat verwüsteten. Bei diesen Kämpfen kamen nicht nur viele Awaren und Gepiden ums Leben, sondern auch drei weitere Söhne des Chagans. Von großer psychologischer Bedeutung war hierbei der Umstand, dass die bis dahin als unbesiegbar geltenden Awaren im eigenen Lande geschlagen wurden und nicht in der Lage waren, sich und ihre Untertanen zu beschützen. Dadurch erlitten die Awaren einen erheblichen Ansehensverlust; es begannen Teilstämme und unterworfene Völker gegen Baian zu rebellieren. Als Baian 602 starb, stand das Reich der Awaren kurz vor dem Zusammenbruch und wurde nur durch den Sturz des Maurikios am Ende desselben Jahres gerettet, da der neue Kaiser Phokas aus verschiedenen Gründen diese Feldzüge nicht lange fortgesetzt hat. Aber auch wenn seine Nachfolger die Krise überwanden und nach 612 die Balkanhalbinsel plündern konnten, gelang es ihnen nicht, den Nimbus der Unbesiegbarkeit der Awaren wiederherzustellen. Dies erklärt auch, weshalb noch während der Plünderungen auf dem Balkan ab 623/624 das Reich von Unruhen (Aufstand der böhmisch-mährischen Slawen unter Samo) erschüttert wurde, die nach der gescheiterten Belagerung von Konstantinopel (626) zu einem vollen Erfolg wurden.